# 엘리 메데이로스

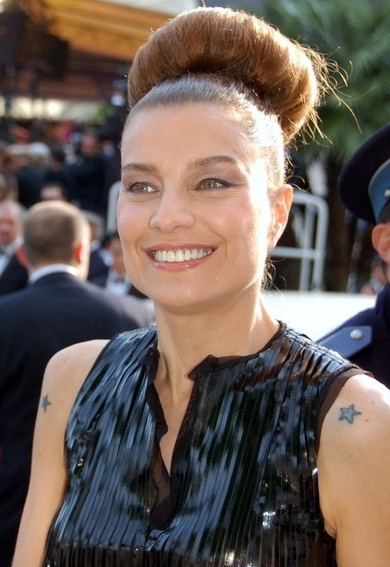

엘리 메데이로스(Elli Medeiros, 1956년 1월 18일 ~ )는 프랑스의 배우, 가수, 영화배우이다.
몬테비데오에서 태어났다.

## 영화
- 퓨어 라이프 (2014년)
- 몰록 트로피컬 (2009년)
- 사자굴 (2008년)
- 그가 떠난 후 (2007년)
- 젯 셋 (2000년)
- 비너스 보떼 (1999년)
- 비밀의 아이 (1982년)